# Franco Magni
Franco Magni (Volterra, 6 febbraio 1930 – Perugia, 29 luglio 2005) è stato un fisiologo italiano.

## Biografia
Si è laureato in Medicina e Chirurgia presso l'Università di Pisa nel 1955 presentando una tesi sull'elettrofisiologia dell'occhio svolta presso l'Istituto di Fisiologia sotto la direzione di Giuseppe Moruzzi.
Nel 1959-60 quale vincitore di una borsa della Fondazione Rockefeller frequenta come honorary fellow l'Istituto di Fisiologia della Australian National University diretto da Sir John Eccles, dedicandosi a ricerche sulla inibizione presinaptica. I risultati sono stati pubblicati sul Journal of Physiology  nel 1960-61 e hanno rappresentato la base per l'attribuzione del premio Nobel a John Eccles. Dopo il suo ritorno nell'Istituto di Fisiologia Umana dell'Università di Pisa ha esteso questa ricerca agli insetti pur continuando a lavorare sulla sostanza reticolare.
Le ricerche sugli insetti sull'analisi della funzione visiva dei ragni sono poi state estese ai meccanismi di lampeggiamento delle lucciole. In questo settore è riuscito a dimostrare la regolazione ormonale del lampeggiamento e la funzione biologica. Questa ricerca gli ha valso il premio dell'Accademia dei Lincei nel 1974.
Nel 1970, quale vincitore di concorso pubblico di Fisiologia Generale, è stato chiamato dalla Facoltà di Scienze dell'Università di Pisa.
Nel 1978 è stato chiamato dalla Facoltà di Medicina e Chirurgia dell'Università degli Studi di Perugia a coprire la cattedra di Fisiologia Umana. In questo periodo si è occupato di studiare i meccanismi neuronali nelle sanguisughe ed ha iniziato una ricerca sull'innervazione vagale del fegato e la sua influenza sulle funzioni stesse.
Nel 1987 ha iniziato una nuova linea di ricerca concernente l'interazione del sistema nervoso con il sistema immune, in particolare ha studiato il controllo vagale sul rilascio dei linfociti da parte del timo. In ultimo si è occupato dei danni legati alla riperfusione del miocardio dopo ischemia studiando in particolare l'influenza dei radicali liberi e dell'ossido nitrico presente nelle cellule endoteliali sulla funzione miocardica e sul flusso coronarico. Inoltre ha coordinato il dottorato in Neurobiologia che in seguito alla presentazione del progetto al Ministero è diventato dottorato internazionale.
È stato coordinatore di diversi progetti europei nell'ambito del programma SOCRATES e del progetto “METE- Medical Assistance and Therapy” nell'ambito del programma Leonardo da Vinci.
È autore di 136 pubblicazioni prevalentemente su riviste internazionali (molte di esse su Journal of Physiology) ed è autore di tre monografie dedicate all'elettrofiosiologia e alla fisiologia umana.

## Opere
- Franco Magni (a cura di), Meccanismi nervosi e umorali nella modulazione del lampeggiamento nelle lucciole. Relazione svolta nella seduta dell’8 aprile 1972, Accademia dei Lincei (archiviato dall'url originale il 4 marzo 2016).
- (EN)  Franco Magni e Mario Pellegrino, Nerve cord shortening induced by activation of the fast conducting system in the leech, Brain Research 07/1975; 90(1):169-74.
- (EN)  Paola Bagnoli e Franco Magni, Synaptic inputs to Retzius' cells in the leech, Brain Research 11/1975; 96(1):147-52.
- (EN)  Louis Roberto Giorgetti de Britto, Marcello Brunelli, Walter Francesconi, Franco Magni, Visual response pattern of thalamic neurons in the pigeon, Brain Research 11/1975; 97(2):337-43.
- (EN)  Clara Carobi e Franco Magni, The afferent innervation of the liver: A horseradish peroxidase study in the rat, Neuroscience Letters 06/1981; 23(3):269-74.
- (EN)  Franco Magni e Clara Carobi, The afferent and preganglionic parasympathetic innervation of the rat liver, demonstrated by the retrograde transport of horseradish Iperoxidase, Journal of the Autonomic Nervous System 08/1983; 8(3):237-60.
- (EN)  Franco Magni, Fabrizio Bruschi, Marianna Kasti, The afferent innervation of the thymus gland in the rat, Brain Research 11/1987; 424(2):379-85.
- (EN)  Franco Magni e Maria Pia Viola, Effect of selective parasympathetic denervation on the daily rhythm of tyrosine transaminase in the rat liver, Journal of the Autonomic Nervous System 08/1985; 13(3):245-54.
- (EN)  Silvarosa Grassi, Franco Magni, Fabrizio Ottaviani, Mechanisms controlling vocalization-evoked stapedius muscle activity in chickens (Gallus gallus), Journal of Comparative Physiology 06/1988; 162(4):525-532.
- (EN)  Angela Antonica, Franco Magni, Luigi Mearini, Nazareno Paolocci, Vagal control of lymphocyte release from thymus, Journal of the Autonomic Nervous System 09/1994; 48(3):187-97.
- (EN)  Franco Magni, Guido Panduri, Nazareno Paolocci, Hypothermia triggers iron-dependent lipoperoxidative damage in the isolated rat heart, Free Radical Biology and Medicine 05/1994; 16(4):465-76
- (EN)  Angela Antonica, Emira Ayroldi, Franco Magni, Nazareno Paolocci, Lymphocyte traffic changes induced by monolateral vagal denervation in mouse thymus and peripheral lymphoid organs, Journal of Neuroimmunology 03/1996; 64(2):115-22.
- (EN)  Atanassios Dovas, Maria Luisa Lucchi, Ruggero Bortolami, Annamaria Grandis, Angela R Palladino, Elisa Banelli, Mauro Carretta, Franco Magni, Nazareno Paolocci, Collateral of recurrent laryngeal nerve fibres innervate the thymus: A fluorescent  tracer and HRP investigation of efferent vagal neurons in the rat  brainstem, Brain Research 12/1998; 809(2):141-8.
- (EN)  Nazareno Paolocci, Massimo Sironi, Marco Bettini, Giamprimo Bartoli, Slawomir Michalak, Claudio Bandi, Franco Magni, F Bruschi, Immunopathological mechanisms underlying the time-course of Trichinella spiralis cardiomyopathy in rats, Archiv für Pathologische Anatomie und Physiologie und für Klinische Medicin 03/1998